# Llista d'asteroides/172501-172600
| Nom              | Designació provisional | Data de descobriment   | Lloc de descobriment | Descobridor/s             |
| ---------------- | ---------------------- | ---------------------- | -------------------- | ------------------------- |
| 172501 -         | 2003 SV178             | 19 de setembre de 2003 | Socorro              | LINEAR                    |
| 172502 -         | 2003 SZ180             | 20 de setembre de 2003 | Socorro              | LINEAR                    |
| 172503 -         | 2003 SK184             | 21 de setembre de 2003 | Kitt Peak            | Spacewatch                |
| 172504 -         | 2003 SW190             | 17 de setembre de 2003 | Kitt Peak            | Spacewatch                |
| 172505 -         | 2003 SC202             | 22 de setembre de 2003 | Goodricke-Pigott     | V. Reddy                  |
| 172506 -         | 2003 SB204             | 22 de setembre de 2003 | Kitt Peak            | Spacewatch                |
| 172507 -         | 2003 SH208             | 23 de setembre de 2003 | Palomar              | NEAT                      |
| 172508 -         | 2003 SU212             | 25 de setembre de 2003 | Haleakala            | NEAT                      |
| 172509 -         | 2003 SS218             | 28 de setembre de 2003 | Desert Eagle         | W. K. Y. Yeung            |
| 172510 -         | 2003 ST224             | 28 de setembre de 2003 | Goodricke-Pigott     | R. A. Tucker              |
| 172511 -         | 2003 SZ224             | 25 de setembre de 2003 | Haleakala            | NEAT                      |
| 172512 -         | 2003 SN231             | 24 de setembre de 2003 | Palomar              | NEAT                      |
| 172513 -         | 2003 SU241             | 27 de setembre de 2003 | Kitt Peak            | Spacewatch                |
| 172514 -         | 2003 SV242             | 27 de setembre de 2003 | Kitt Peak            | Spacewatch                |
| 172515 -         | 2003 SC247             | 26 de setembre de 2003 | Socorro              | LINEAR                    |
| 172516 -         | 2003 SN247             | 26 de setembre de 2003 | Socorro              | LINEAR                    |
| 172517 -         | 2003 SQ247             | 26 de setembre de 2003 | Socorro              | LINEAR                    |
| 172518 -         | 2003 SD251             | 26 de setembre de 2003 | Socorro              | LINEAR                    |
| 172519 -         | 2003 SQ255             | 27 de setembre de 2003 | Kitt Peak            | Spacewatch                |
| 172520 -         | 2003 SL261             | 27 de setembre de 2003 | Socorro              | LINEAR                    |
| 172521 -         | 2003 SG266             | 29 de setembre de 2003 | Socorro              | LINEAR                    |
| 172522 -         | 2003 SP269             | 28 de setembre de 2003 | Goodricke-Pigott     | R. A. Tucker              |
| 172523 -         | 2003 SO291             | 30 de setembre de 2003 | Desert Eagle         | W. K. Y. Yeung            |
| 172524 -         | 2003 SK310             | 28 de setembre de 2003 | Desert Eagle         | W. K. Y. Yeung            |
| 172525 Adamblock | 2003 TY1               | 4 d'octubre de 2003    | Junk Bond            | Junk Bond                 |
| 172526 -         | 2003 TN3               | 4 d'octubre de 2003    | Goodricke-Pigott     | V. Reddy                  |
| 172527 -         | 2003 TT4               | 1 d'octubre de 2003    | Kitt Peak            | Spacewatch                |
| 172528 -         | 2003 TL13              | 14 d'octubre de 2003   | Anderson Mesa        | LONEOS                    |
| 172529 -         | 2003 TK26              | 1 d'octubre de 2003    | Anderson Mesa        | LONEOS                    |
| 172530 -         | 2003 TF50              | 3 d'octubre de 2003    | Haleakala            | NEAT                      |
| 172531 -         | 2003 TW57              | 15 d'octubre de 2003   | Anderson Mesa        | LONEOS                    |
| 172532 -         | 2003 UN8               | 16 d'octubre de 2003   | Anderson Mesa        | LONEOS                    |
| 172533 -         | 2003 UO9               | 20 d'octubre de 2003   | Wrightwood           | J. W. Young               |
| 172534 -         | 2003 UT11              | 20 d'octubre de 2003   | Socorro              | LINEAR                    |
| 172535 -         | 2003 UV21              | 21 d'octubre de 2003   | Kingsnake            | J. V. McClusky            |
| 172536 -         | 2003 UM26              | 25 d'octubre de 2003   | Goodricke-Pigott     | R. A. Tucker              |
| 172537 -         | 2003 UH27              | 23 d'octubre de 2003   | Goodricke-Pigott     | R. A. Tucker              |
| 172538 -         | 2003 UZ36              | 16 d'octubre de 2003   | Palomar              | NEAT                      |
| 172539 -         | 2003 UP37              | 17 d'octubre de 2003   | Campo Imperatore     | CINEOS                    |
| 172540 -         | 2003 UV40              | 16 d'octubre de 2003   | Anderson Mesa        | LONEOS                    |
| 172541 -         | 2003 UM48              | 16 d'octubre de 2003   | Anderson Mesa        | LONEOS                    |
| 172542 -         | 2003 UU48              | 16 d'octubre de 2003   | Anderson Mesa        | LONEOS                    |
| 172543 -         | 2003 UX49              | 16 d'octubre de 2003   | Haleakala            | NEAT                      |
| 172544 -         | 2003 UX52              | 18 d'octubre de 2003   | Palomar              | NEAT                      |
| 172545 -         | 2003 UX53              | 18 d'octubre de 2003   | Palomar              | NEAT                      |
| 172546 -         | 2003 UH56              | 19 d'octubre de 2003   | Goodricke-Pigott     | R. A. Tucker              |
| 172547 -         | 2003 UU60              | 16 d'octubre de 2003   | Palomar              | NEAT                      |
| 172548 -         | 2003 UA80              | 17 d'octubre de 2003   | Goodricke-Pigott     | R. A. Tucker              |
| 172549 -         | 2003 UR88              | 19 d'octubre de 2003   | Anderson Mesa        | LONEOS                    |
| 172550 -         | 2003 UC92              | 20 d'octubre de 2003   | Kitt Peak            | Spacewatch                |
| 172551 -         | 2003 UC94              | 18 d'octubre de 2003   | Kitt Peak            | Spacewatch                |
| 172552 -         | 2003 UL95              | 18 d'octubre de 2003   | Kitt Peak            | Spacewatch                |
| 172553 -         | 2003 UX100             | 20 d'octubre de 2003   | Palomar              | NEAT                      |
| 172554 -         | 2003 UR104             | 18 d'octubre de 2003   | Kitt Peak            | Spacewatch                |
| 172555 -         | 2003 US109             | 19 d'octubre de 2003   | Palomar              | NEAT                      |
| 172556 -         | 2003 UZ112             | 20 d'octubre de 2003   | Socorro              | LINEAR                    |
| 172557 -         | 2003 UC116             | 21 d'octubre de 2003   | Socorro              | LINEAR                    |
| 172558 -         | 2003 UM133             | 20 d'octubre de 2003   | Socorro              | LINEAR                    |
| 172559 -         | 2003 UZ133             | 20 d'octubre de 2003   | Palomar              | NEAT                      |
| 172560 -         | 2003 UU134             | 20 d'octubre de 2003   | Palomar              | NEAT                      |
| 172561 -         | 2003 UW134             | 20 d'octubre de 2003   | Palomar              | NEAT                      |
| 172562 -         | 2003 UM147             | 18 d'octubre de 2003   | Anderson Mesa        | LONEOS                    |
| 172563 -         | 2003 UO149             | 20 d'octubre de 2003   | Socorro              | LINEAR                    |
| 172564 -         | 2003 UU161             | 21 d'octubre de 2003   | Palomar              | NEAT                      |
| 172565 -         | 2003 UZ164             | 21 d'octubre de 2003   | Palomar              | NEAT                      |
| 172566 -         | 2003 UH165             | 21 d'octubre de 2003   | Palomar              | NEAT                      |
| 172567 -         | 2003 UX166             | 22 d'octubre de 2003   | Socorro              | LINEAR                    |
| 172568 -         | 2003 UB171             | 19 d'octubre de 2003   | Kitt Peak            | Spacewatch                |
| 172569 -         | 2003 UB175             | 21 d'octubre de 2003   | Kitt Peak            | Spacewatch                |
| 172570 -         | 2003 UX178             | 21 d'octubre de 2003   | Palomar              | NEAT                      |
| 172571 -         | 2003 UD179             | 21 d'octubre de 2003   | Socorro              | LINEAR                    |
| 172572 -         | 2003 UJ190             | 22 d'octubre de 2003   | Kitt Peak            | Spacewatch                |
| 172573 -         | 2003 UL201             | 21 d'octubre de 2003   | Socorro              | LINEAR                    |
| 172574 -         | 2003 UA207             | 22 d'octubre de 2003   | Socorro              | LINEAR                    |
| 172575 -         | 2003 UO222             | 22 d'octubre de 2003   | Socorro              | LINEAR                    |
| 172576 -         | 2003 UK229             | 23 d'octubre de 2003   | Anderson Mesa        | LONEOS                    |
| 172577 -         | 2003 UF240             | 24 d'octubre de 2003   | Socorro              | LINEAR                    |
| 172578 -         | 2003 UR246             | 24 d'octubre de 2003   | Socorro              | LINEAR                    |
| 172579 -         | 2003 UC249             | 25 d'octubre de 2003   | Socorro              | LINEAR                    |
| 172580 -         | 2003 UQ249             | 25 d'octubre de 2003   | Socorro              | LINEAR                    |
| 172581 -         | 2003 UC250             | 25 d'octubre de 2003   | Socorro              | LINEAR                    |
| 172582 -         | 2003 UE252             | 26 d'octubre de 2003   | Catalina             | CSS                       |
| 172583 -         | 2003 UZ264             | 27 d'octubre de 2003   | Socorro              | LINEAR                    |
| 172584 -         | 2003 UO267             | 28 d'octubre de 2003   | Socorro              | LINEAR                    |
| 172585 -         | 2003 UR271             | 28 d'octubre de 2003   | Socorro              | LINEAR                    |
| 172586 -         | 2003 UR274             | 30 d'octubre de 2003   | Socorro              | LINEAR                    |
| 172587 -         | 2003 UW275             | 29 d'octubre de 2003   | Catalina             | CSS                       |
| 172588 -         | 2003 UJ282             | 29 d'octubre de 2003   | Anderson Mesa        | LONEOS                    |
| 172589 -         | 2003 UM282             | 29 d'octubre de 2003   | Anderson Mesa        | LONEOS                    |
| 172590 -         | 2003 UK283             | 30 d'octubre de 2003   | Socorro              | LINEAR                    |
| 172591 -         | 2003 UP290             | 23 d'octubre de 2003   | Kitt Peak            | Spacewatch                |
| 172592 -         | 2003 UD298             | 16 d'octubre de 2003   | Kitt Peak            | Spacewatch                |
| 172593 -         | 2003 VM                | 5 de novembre de 2003  | Piszkéstető          | K. Sárneczky, S. Mészáros |
| 172594 -         | 2003 WL8               | 16 de novembre de 2003 | Kitt Peak            | Spacewatch                |
| 172595 -         | 2003 WS16              | 18 de novembre de 2003 | Palomar              | NEAT                      |
| 172596 -         | 2003 WA21              | 19 de novembre de 2003 | Socorro              | LINEAR                    |
| 172597 -         | 2003 WC28              | 16 de novembre de 2003 | Kitt Peak            | Spacewatch                |
| 172598 -         | 2003 WK31              | 18 de novembre de 2003 | Palomar              | NEAT                      |
| 172599 -         | 2003 WO31              | 18 de novembre de 2003 | Palomar              | NEAT                      |
| 172600 -         | 2003 WY35              | 19 de novembre de 2003 | Catalina             | CSS                       |